# 리드 타임
리드 타임(lead time)은 상품의 주문일시와 인도일시 사이에 경과된 시간을 말한다.
생산 리드타임은 생산을 계획하여 공정에 착수하는 시점부터 제품이 완성되어 완제품 창고에 입고되는 시점까지의 기간을 의미함

## 같이 보기
- 시간 제한
- 레이턴시